# Royal-Hôtel (funiculaire d'Évian)
Royal-Hôtel est une gare intermédiaire du funiculaire d'Évian-les-Bains, sur la commune d'Évian-les-Bains en Haute-Savoie.

## Situation
La station est située en tranchée couverte à proximité de l'avenue des Mateirons.

## Histoire
La station est mise en service en 1907 et fait partie du tronçon originel de la ligne dont elle fut la gare amont.
Lors du prolongement de ligne vers Neuvecelle en 1912, la station est reconstruite et déplacée car elle était intégrée dans le parc de l'hôtel.
La ligne et par conséquent la station ferment en 1969, victime du déclin du thermalisme.
La station fait l'objet d'une inscription au titre des monuments historiques par arrêté du 28 décembre 1984,.
Tout comme l'ensemble de la ligne, la station est rénovée et rouverte le 21 juin 2002, 33 ans après sa fermeture.

## Services aux voyageurs

### Accès

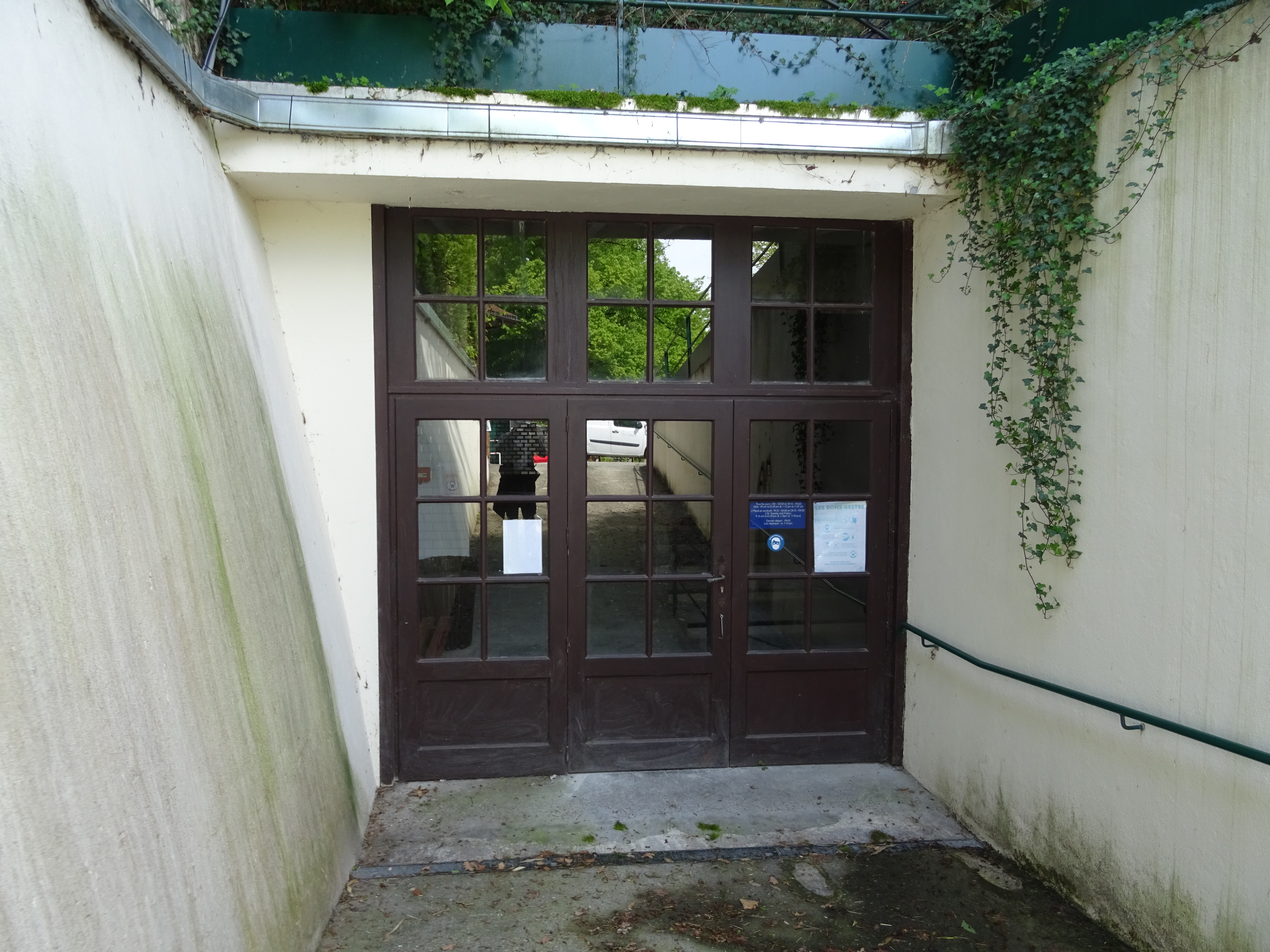
Accès à la station.

La station ne dispose que d'une entrée, située derrière l'hôtel Royal sur la voie publique ; une seconde entrée donnait directement dans l'hôtel mais est aujourd'hui murée.

### Quais
Construite en tunnel, la station tire son nom de l'hôtel Royal qu'elle dessert, sa décoration de la station est constituée des mêmes carreaux de faïence que les stations du métro parisien construites à la même époque.
La station dispose d'un seul quai en escalier, qui dispose d'une rampe pour faciliter l'accès au compartiment supérieur des cabines aux personnes à mobilité réduite.

### Intermodalité
La station n'offre aucune correspondance à proximité.

## À proximité
- L'hôtel Royal. Dans la pratique, la signalétique l'hôtel redirige ses clients vers la station Les Mateirons située en amont et côté entrée principale[1].